# 異常肢位
異常肢位（いじょうしい）とは、重篤な脳損傷が起きていることを示す、上肢や下肢の不随意的な伸展や屈曲した姿勢のことである。 異常姿勢ともいう。 外部刺激がなくても、異常肢位をとることはある。姿勢の異常は脳に対する損傷がどの程度かを示す重要な指標となるため、医療現場では昏睡の重症度を表すのに用いられる（成人ではグラスゴー・コーマ・スケール、小児では小児用グラスゴー・コーマ・スケール）。
異常肢位があるときには、深刻な医学的緊急事態が起こっていることを示しており、急いで医療介入することが求められる。除脳姿勢および除皮質姿勢は、どのような病態でも予後の不良に強く相関している。たとえば溺水患者でも、除皮質姿勢や除脳姿勢を呈している場合は、そうでない場合よりも予後が不良である。病状が変化することによって、姿勢のタイプが変化することもある。

## 原因
異常肢位は、頭蓋内圧が異常亢進するような病態で起きることがある たとえば外傷性脳損傷、脳梗塞、脳内出血、脳腫瘍および脳症などの疾患がある。脳梗塞や脳内出血による異常肢位は通常一側性にのみ起こるため、痙性片麻痺とも呼ばれる。 マラリアなどの疾患でも脳浮腫が起きるため、異常肢位を起こすことが知られている。
除皮質姿勢や除脳姿勢が、脳ヘルニアが起きている 、またはまさに起こりつつあることを示す場合もある。 脳ヘルニアは、脳の一部が頭蓋内の（骨や硬膜などの）硬い組織を越えて押し出される非常に危険な病態である。脳ヘルニアの症候としてまず除皮質姿勢が起こり、未治療のまま経過すると除脳姿勢にいたる。
クロイツフェルト・ヤコブ病、 びまん性低酸素脳症（脳低酸素症）および脳膿瘍でも異常肢位がみられることがある

### 小児
2歳未満の小児や乳児では神経系が未発達であるために、姿勢による症候には信頼性がない。しかしライ症候群や外傷性脳損傷では、小児でも除皮質姿勢を示すことがある。 
理由はほとんどわかっていないが、おそらく頭蓋内圧亢進に関連して小児のマラリアでは高頻度に除皮質姿勢・除脳姿勢および後弓反張がみられる。

## 分類
異常肢位には、上肢を屈曲している（胸の上で交叉する姿勢をとる）「除皮質姿勢（除皮質硬直）」、上肢を側方に伸展させる「除脳姿勢（除脳硬直）」、項部（うなじ）および背部（背中）を弓なりにそらせる「後弓反張（こうきゅうはんちょう）」がある。

### 除皮質姿勢

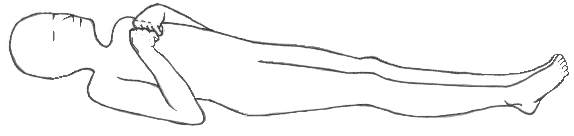
除皮質肢位。肘・手および指関節は屈曲、脚は伸展・内旋している。

除皮質姿勢は除皮質反応・除皮質硬直・屈曲肢位あるいは口語で「ミイラベビー」（英語の場合）ということもある。除皮質姿勢では、腕（肘関節）は屈曲して胸の上におかれ手（関節）は掌側に屈曲（掌屈）、下肢は伸展し足は内反・底屈（足の裏側へ曲がる）する。痛み刺激でこの姿勢を示すとき、グラスゴー・コーマ・スケールでは「運動機能3点」と評価する。
除皮質姿勢をしめすのには2つの機序がある。 
- 第1は赤核の脱抑制と赤核脊髄路の促通（神経興奮の亢進）である。赤核脊髄路は、頚髄では上肢の屈筋を支配する運動神経を促通する。上肢筋の屈曲にかかわる赤核脊髄路と延髄網様体脊髄路が、上肢筋の伸展にかかわる内側縦束や外側前庭脊髄路および橋網様体脊髄路よりも優勢になるのである。
- 除皮質姿勢にいたる第2の機序は、下肢の屈筋群を支配する下位脊髄の運動ニューロンを促通するための外側皮質脊髄路が障害されることである。皮質脊髄路が遮断されてしまうと、伸展にかかわる橋網様体脊髄路および内側・外側前庭脊髄路が、屈曲にかかわる延髄網様体脊髄路を圧倒してしまうのである。

前述のような病変が皮質脊髄路と赤核脊髄路の2つに及ぼす影響によって、図のような特徴的な上肢と下肢の姿勢となって現れる。
除皮質姿勢は、大脳半球・内包および視床を含む部位の損傷がある可能性を示唆するが、中脳の損傷である場合もありうる。除皮質姿勢はもちろん重篤な脳損傷の不吉な徴候であるが、除脳姿勢は通常（赤核脊髄路の、そして赤核そのものも含むより下位の脳幹が傷害されている点で）より重篤な損傷がある徴候である。

### 除脳姿勢
除脳姿勢は除脳反応・除脳硬直または伸展肢位とも呼ばれ、外部刺激に対する上肢の不随意的な伸展と表現される。除脳姿勢では頭部は後ろ向きに反り、上肢は両脇に沿って伸展し下肢も伸展する。重要な特徴は、肘関節が伸展していることである。上肢および下肢は伸展・内旋する。患者は（医学的表現ではないが）身体を硬直させ、歯を食いしばっている。この徴候は一側性に出ることも、反体側に出ることも、両側に出ることもある。また上肢のみに現れることもあり、間欠的なこともある。
痛み刺激に対して除脳姿勢を示すとき、グラスゴー・コーマ・スケール（成人の場合。小児では小児用グラスゴー・コーマ・スケール）では「運動機能2点」と評価する。
除脳姿勢は脳幹の損傷、特に赤核レベル以下（すなわち上丘-下丘間）の障害をしめし、中脳の病変や圧迫、または小脳の病変がある場合に起きる。。除皮質姿勢を示す患者が除脳姿勢を呈しだすことや、二つの姿勢が相互に移行する場合もある。除皮質姿勢から除脳姿勢への進行は、通常鉤ヘルニア（テント切痕ヘルニア）や小脳扁桃ヘルニアの存在を示している（脳ヘルニアの項を参照）。動物実験レベルでは後根の離断が除脳硬直徴候を誘導することから、γ運動ニューロンの興奮が重要な役割を果たしていると考えられる。
接触を伴う競技では、頭部への衝撃で（一般的には上肢の）除脳姿勢がみられ、フェンシング反応と呼ばれる。この場合の一時的な異常姿勢は、数秒以内に解消するような一過性の神経化学的な異常によるものである。

## 予後
通常除皮質肢位や除脳肢位を示すときは昏睡状態であり、不整脈や心停止および呼吸不全の危険を伴う予後不良な状態である。

## 歴史
チャールズ・シェリントンは、ネコとサルの脳幹を切断して除脳姿勢を起こし、この肢位についてのはじめての記述を行っている。